# Salomon Resnik
Salomon Resnik (Buenos Aires, 1º aprile 1920 – Parigi, 17 febbraio 2017) è stato uno psichiatra e psicoanalista argentino.

## Biografia
Salomon Resnik nasce a Buenos Aires da genitori russo-ebraici emigrati in Argentina. Si laurea alla Facoltà di Medicina di Buenos Aires discutendo la tesi sulla Sindrome di Cotard. Diventa nel 1954 membro associato dell'Associazione Psicoanalitica Argentina (fondata nel 1942) e membro titolare nel 1957. Si interessa, verso la fine degli anni cinquanta, di delinquenza giovanile e psicoanalisi infantile, poi del trattamento psicoanalitico della psicosi in bambini e adulti. Pioniere nell'applicazione della psicoanalisi nell'autismo infantile e nel trattamento della schizofrenia in Argentina. Allievo e collaboratore del suo maestro Enrique Pichon-Rivière, anche lui interessato al mondo della cultura, si occupa dell'applicazione della psicoanalisi nel sociale in termini di psicoterapia di gruppo e dinamica istituzionale.
Già nel 1950, in collaborazione con Raul Usandivaras e Juan Morgan, inizia la prima esperienza terapeutica in gruppo istituzionale di pazienti psicotici cronici. Resnik vive le vicissitudini della cultura della Buenos Aires dell'epoca. Legato allo scrittore Jorge Luis Borges e ad Aldo Pellegrini (critico d'arte), medico anch'egli e noto critico d'arte moderna, vive il milieu che lo stimola a interessarsi alle scienze umane, all'arte e alla letteratura.
Collabora al gruppo surrealista di Buenos Aires e contribuisce alla rivista "Ciclo", di arte e avanguardia. Nel 1953 scrive un lavoro interdisciplinare su musica e psicoanalisi. Nel 1955 conosce a Ginevra, durante il "Congresso Internazionale di Psicoanalisi", Melanie Klein, dalla quale rimane molto colpito. Da questo incontro nasce il progetto di continuare la sua formazione a Londra proprio con la Klein.
Dal 1957 vive in Europa, prima a Parigi per un anno, dove studia con Roger Bastide, Claude Lévi-Strauss, Maurice Merleau-Ponty e Georges Gurvitch. Continua le sue ricerche sulla schizofrenia nell'Ospedale Saint-Anne e nel servizio di ammissione di Georges Daumezon. Nel 1958 prende contatto con François Tosquelles, Jean Oury e Roger Gentis, promotori della psicoterapia istituzionale che giocherà un ruolo importante nello sviluppo dell'applicazione della psicoanalisi al sociale. Alla fine del 1958 realizza il suo sogno di trasferirsi a Londra e assiste ai seminari della Klein, di Wilfred Bion e altri.
Si fa analizzare da Herbert Rosenfeld per oltre dieci anni. Con l'appoggio di Morris Carstairs (che esercita a Londra e a Edimburgo) e di Donald Winnicott, lavora nel "Netherne Hospital", ospedale psichiatrico nel Surrey con l'incarico di occuparsi di una comunità terapeutica di giovani psicotici. Nel 1959 collabora con il "Cassel Hospital" a Richmond con Thomas Forrest Main, creatore del termine "Comunità terapeutica". Collabora anche con Maxwell Jones all'"Henderson Hospital" di Belmont e con Siegfried Heinrich Foulkes a Londra. Lavora in una "Child Guidance Clinique" a Guildford e approfondisce i suoi studi sugli stati precoci della vita del bambino con Melanie Klein ed Esther Bick.
Realizza gli studi di Antropologia sociale nel 1963 all'"University College" di Londra e collabora con il Dipartimento di psicologia sociale della "LSE". A Londra, alla fine degli anni sessanta, prende contatto con Italo Calvino, che è interessato ai suoi scritti e lo invita a pubblicare le sue opere presso la casa editrice Einaudi. In questo modo entra in relazione con gli intellettuali italiani.
Nel 1970 è di nuovo in Francia, dove lavora con intellettuali francesi e suoi colleghi psichiatri e psicoanalisti con vocazione umanistica. Maître de conférence in Psichiatria alla facoltà di Medicina di Lione e presso la Sorbonne di Parigi, collabora anche come professore a contratto tenendo corsi per laureati nella Facoltà di medicina dell'Università Cattolica del Sacro Cuore di Roma, alla cattedra di Psichiatria di Ancona e quella di Napoli. A Venezia, dove comincia a essere presente regolarmente, collabora con la Fondazione Giorgio Cini, su invito di Vittore Branca e Carlo Ossola, per un periodo di vent'anni, nel settore interdisciplinare di pittura, letteratura e scienze dell'uomo, e con l'Accademia di Belle Arti su invito del pedagogista dell'arte Giorgio Nonveiller.
Nel campo psichiatrico-psicoanalitico collabora alla formazione di psicoterapeuti per bambini e per adulti presso un'associazione fondata a Venezia, il Centro Internazionale Studi Psicodinamici della Personalità (CISPP diretto da Enrico Levis). Ai corsi partecipano filosofi ed esponenti della cultura come Aldo Gargani, Renzo Mulato, Alberto Panza, Edmundo Gomez Mango, Pietro Bria, Giuseppe Maffei, Simona Nissim, Isabella Schiappadori, Maria Pagliarani, Luigi Boccanegra. Resnik contribuisce anche alla fondazione dell'ASVEGRA, Associazione Veneta per la Ricerca e la Formazione in Psicoterapia di Gruppo e Analisi istituzionale..
Contribuisce inoltre, con Gaetano Benedetti e Giorgio Ferlini alla nascita della scuola di specializzazione in psicoterapia Fenomenologica-Psicoanalitica “ARETUSA” di Padova.
Molti sono stati i riconoscimenti per i suoi studi e le sue ricerche, tra i più graditi, per lui che veneziano si è sempre sentito, è stata la cittadinanza onoraria conferitagli dal sindaco di Venezia al compimento degli ottanta anni, poi la laurea honoris causa in “scienze filosofiche” conferitagli dall’Università degli studi della Calabria il 19 ottobre 2012 e il premio alla cultura della città di Cosenza “Telesio d’argento” per l’anno 2012.
Fino alla sua morte, avvenuta il 16 febbraio 2017, è vissuto e ha lavorato a Parigi, e mensilmente ha tenuto regolarmente seminari e gruppi a Venezia e continuando a occuparsi di formazione presso il CISPP. Recentemente ha collaborato alla formazione di colleghi in Ucraina, promuovendo lo scambio culturale tra psichiatri e psicoanalisti locali e italiani.

## Opere
- "La sindrome di Cotard e la dis-personalizzazione", in Revista Argentina de Psicoanalisi, XII, 1, 1954
- "Espressione corporea e verbalizzazione. Analisi di una crisi psicotica" (1956), in L'Information Psychiatrique, XLVI, 1970, 5
- "Contributo al discorso del dottor Müller, congrès de langues romanes sur le délire", in Revue Française de Psychoanalysis, Bruxelles, 1957
- "L'esperienza dello spazio nella situazione analitica" (1968), in L'Information Psychiatrique, XLVI, 5, 1970
- "Osservazioni fenomenologiche sull'addestramento dei gruppi di lavoro psichiatrico", in Minerva Psicologica, gennaio-luglio 1970
- "L'Io, il Self e la relazione di oggetto narcisistica", conferenza tenuta agli incontri di Vaucresson (Francia), 1971
- Personne et Psychose, Paris: Payot, 1972; trad. Ursula Risso Trenkel e Luca Fontana, Persona e psicosi. Il linguaggio del corpo, con prefazione di Aldo Giorgio Gargani, Torino: Einaudi 1976 ISBN 2-912186-08-0 ISBN 88-06-15801-5
- "El yo, el self, y la relacion de objeto narcisista", in Revista uruguaya de psicoanalisis, editada par la Asociaciòn Psicoanalitica del Uruguay, 1972, p. 247
- "Il ruolo del corpo negli psicotici: una esperienza di gruppo", in Archivio di Psicologia Neurologia e Psichiatria, n. 35, 1974
- "La memoria del corpo: lettura psicoanalitica di Dostoevskij", in AA.VV., Studi su Dostoevskij, Firenze: Sansoni, 1976
- "La psychoanalyse kleinienne: aspests d'une analyse d'un enfant de deux ans", in Etudes Psychothérapiques, VIII, 29, 1977
- "La relazione con l'altro nella psicosi", in Psicosi e linguaggio, con Serge Leclaire e Piera Aulagnier, a cura di Pietro Bria, Venezia: Marsilio 1978
- "Lo psicotico e l'équipe curante", in Istituzioni, famiglia, équipe curante, Milano: Feltrinelli, 1978
- "Activité musicale et réparation", in Etudes Psychothérapiques, n. 33, 1978
- "Educazione e psicoanalisi", p. 17; con Mantelli, "Il maestro di fronte ai bambini con disturbi di comunicazione", p. 43, in Atti del convegno internazionale 28-30/5/1978, Roma: Istituto della Enciclopedia Italiana, 1980
- "Conoscenza e creatività", in Tiziano e il Manierismo europeo, Firenze: Leo S. Olschki, 1978
- "Il bambino nella città: esperienze sullo spazio-tempo veneziano con bambini in età scolare" (1978), in AA.VV., Creatività, educazione e cultura, Roma: Istituto Enciclopedia Italiana, 1980
- "Il corpo, la geometria e l'idea di numero", in Conoscenza Religiosa, nn. 1-2, 1979
- "Inconscio", in Enciclopedia Einaudi, vol. VII, Torino, Einaudi, 1979, pp. 263–91
- "Isteria", in Enciclopedia Einaudi, vol. VII, Torino, Einaudi, 1979, pp. 1009–31
- "La depressione narcisistica", in Archivio di psicologia, neurologia e psichiatria, vol. II, 1980
- "Le group comme hôpital", in Perspectives psychiatriques, V, 79, 1980
- Psicologia medica e psichiatria clinica e dinamica, con Piero De Giacomo e Gianpaolo Pierri, a cura di Luigi Ambrosi, Padova: Piccin 1980 ISBN 88-212-0790-0
- "Delirio di filiazione negativa", in Gli Argonauti, n. 6, 1980
- "Ou pense-t'on?", in Neurologia Psichiatria e Scienze Umane, I, 1, 1981
- "L'esperienza autistica", in Atti del convegno internazionale su modalità autistiche ed altri problemi dello sviluppo affettivo del bambino, Gorizia: [s.e.], 1981
- "Nosferatu ou l'épouvante - Nosferatu o il perturbante", in Bestiario, I, 2, 1981
- "Pinocchio e Arlecchino", in C'era una volta un pezzo di legno, atti del convegno della Fondazione Nazionale Carlo Collodi, Milano, Emme, 1981
- Semeiologia dell'incontro: studi di psicopatologia clinica, con Antonella Antonetti e Maria Antonietta Ficacci, Roma: Il pensiero scientifico, 1982
- "La grimace d'Akhénaton", in Cahiers de psychologie de l'Art et de la Culture, n. 10, 1982
- Persona y psicosis estudios sobre el lenguaje del cuerpo, Paidos, 1982
- Il teatro del sogno, Torino, Bollati Boringhieri, 1982
- "Pensiero visivo, rito, pensiero onirico" (1982), in I linguaggi del sogno, con Vittore Branca e Carlo Ossola, Firenze: Sansoni, 1984, pp. 41–80
- "Implicazioni istituzionali di una esperienza di gruppo negli psicotici cronici", in Neurologia Psichiatria e Scienze Umane, vol. II, n. 3, 1982
- "Le chimere di Notre-Dame" (1982), in I linguaggi del sogno, con Vittore Branca e Carlo Ossola, Firenze: Sansoni, 1984, pp. 81–91
- "Sogno tra natura e cultura" (1982), in I linguaggi del sogno, con Vittore Branca e Carlo Ossola, Firenze: Sansoni, 1984, pp. 93–105
- "L'individuo e il gruppo", in Quaderni di Psicoterapia di Gruppo, a cura di S. Resnik e coll., Roma: Borla, n. 1, 1982, pp. 11–56
- "Psicosi, gruppi, istituzioni" (1982), in Quaderni di Psicoterapia di Gruppo, a cura di S. Resnik e coll., Roma: Borla, n. 2, 1983, pp. 7–27
- "Il territorio autistico", in Autismo infantile e educazione, a cura di S. Resnik, Atti del Convegno Internazionale tenutosi presso la Fondazione Giorgio Cini di Venezia 27-29/11/1980, Roma: Istituto dell'Enciclopedia Italiana, 1982, pp. 25–40
- "Egocentrismo, spazialità e potere", in Psichiatria generale e dell'età evolutiva, nn. 1-2, 1982
- "Metafore del corpo: la fatigue", in Atti del convegno Soma Psiche Sema in Genzano, Roma: IES Mercury Ed., 1983, pp. 47–56
- "Dionysos", in Vino ed educazione alimentare, a cura di L. Bonuzzi, Verona, 1983, pp. 145–69
- "Tra fantasia e realtà", in Atti del convegno "Ricerche a confronto": psicomotricità psicoanalisi poesia, Grado: [s.e.], 1983
- "Identità e gruppalità" (1983), in Quaderni di Psicoterapia di Gruppo, a cura di S. Resnik e coll., Roma: Borla, 3, 1984, pp. 5–19
- "Incapacità di giocare", in Attività ludiche e condizioni di handicap, a cura di E. Petrini e C. Deinan, Verona: Morelli, 1984, p. 75
- La mise en scène du rêve, Paris: Payot, 1984
- "El vacio y la ausencia", in Psicoánálisis, vol. VII, 1985, nn. 1-2
- "Lo spazio adolescenziale: approccio fenomenologico-analitico", in L'adolescente nella società d'oggi aggiornamenti pedagogici, Verona: Morelli, 1985, p. 133
- "Psicosi e molteplicità", in Gruppi e Psicosi, a cura di A. M. Traveni e N. Benedetto, Atti del seminario USL Torino, 1985, p. 103 e p. 112
- "Osservazioni sulla formazione" (1985), in Quaderni di Psicoterapia di Gruppo, a cura di S. Resnik e coll., Roma: Borla, 4, 1986, pp. 5–24
- "Interpretazione e negoziazione", in La tecnica psicoanalitica, la cura, l'interpretazione, a cura di Mario Pissacroia, Roma: Bulzoni, 1985, p. 25
- "The space of madness", in Bion and Group Psychotherapy, London: M. Pines, 1986
- "Gruppi psicoterapici e università: utilizzazione didattica in Psichiatria", con Paolo Cotani, G. Borsetti, Giuliana Mircoli e L. F. De Luca, in Quaderni di Psicoterapia di Gruppo, a cura di S. Resnik e coll., Roma, Borla, 4, 1986, pp. 74–82
- "El ojo màgico del sueno", in Clinica y analisis grupal, n. 39, 1986
- Dialoghi sulla psicosi, con Tommaso Farma e altri, Torino: Bollati Boringhieri, 1989 ISBN 88-339-5437-4
- "W. R. Bion et le gruppe reévalutation et devèloppements", in Revue de psychoterapie psychanalityque de groupe, nn. 5-6, Paris: Éd. Eres, 1986, p. 43
- "La crisi psicotica", in La psicosi e i servizi. I tempi e i luoghi della cura, atti del convegno in Savona 1-2/07/1984, 1986, p. 41
- L'esperienza psicotica, Torino: Boringhieri, 1986 ISBN 2-905709-04-9 ISBN 88-339-5044-1
- Teatros del sueño, Madrid: Tecnipublicationes, 1986
- The Theatre of Dream, London: Tavistock Publications, 1987
- "Configurazioni del vissuto nell'esperienza patoplastica", studi in onore di Hans Prinzhorn (1886-1993), in Esperienza prelogica e pratica terapeutica, nn. 3-4, Milano: Sipiel Ed., 1986
- Un labirinto pittorico: Carmelo Arden Quin, presentazione del pittore in occasione della mostra di Parigi, 1987
- Iconologia onirica, con presentazione di Bruno Vezzoni e introduzione di Isabella Schiappadori, Mantova: Assessorato all'istruzione della Provincia, 1987
- "Giuseppe Berto e la funzione del padre" (1987), in AA.VV., Giuseppe Berto. La sua opera, il suo tempo, Venezia: Marsilio, 1989
- "Il fantastico nel quotidiano", in Vittore Branca e Carlo Ossola, Gli universi del fantastico (1987), Firenze: Vallecchi, 1989
- "Labirinthes. La nuit, le Porteno éprouve le besoin de sa raconter pour survivre", in Buenos Aires, ed. Autrement, 1987, p. 199
- "Aspetti estetici del fantastico nell'espressione normoplastica e patoplastica" (1987), in Vittore Branca e Carlo Ossola, Gli universi del fantastico, Firenze: Vallecchi, 1989
- "Paolo Uccello fra armature e foreste" (1988), in Cahiers de Psychologie de l'Art et de la Culture, 15, 1989
- "Expresion plàstica y alienacion", in Imagenes de la locura, a cura di M. Lopez e E. Lopez de Gomara, ed. Kargieman, 1988, p. 11
- La experiencia psicotica, Madrid: Tecnipublicationes, 1988
- "Tempo e memoria", in Tempo e tempi in psicoanalisi, Mantova: Collana psiconalisi dell'amministrazione provinciale di Mantova, 1988, p. 35
- "Lo spazio mentale nella schizofrenia. Riflessioni sullo spazio-tempo nella psicosi", in Il pensiero infinito, scritti sul pensiero di Ignacio Matte Blanco, Castrovillari: Teda, 1989, p. 29
- Giulio Romano: il destino di Psiche, conferenza tenuta presso il Teatro Accademico del Bibbiena di Mantova in occasione della mostra, 1989
- "Lo psicotico e la famiglia", in Ivanoe Mazzoni e Giuseppe Martini (a cura di), Psicoanalisi e psicoterapia sistemica, Roma: Borla, 1990, pp. 215–31
- Lo spazio mentale, Torino: Bollati Boringhieri, 1990
- "Reflexions sur la visibilite de l'incoscient les masques invisible du quotidien", in Revue de psichoterapie psychanalitique de groupe, n. 16: L'adolescente et le groupes, Paris: Éd. Erès, 1991, p. 135
- "Spazio mentale e spazio di gioco", in Analysis. Rivista internazionale di psicoterapia clinica, Roma: Borla, 1991, p. 227
- "Il fantastico nel bambino", in Le arti visive e l'insegnamento, ed. Canova, 1992, p. 81
- "Estetica del transfert" (1993), in Psiche, II, 3, 1994, pp. 417–32
- "Glacial times in psychotic regression", in The Ring of Fire, a cura di V. L. Schermer e M. Pines, London: Routledge, 1993
- "Territorio sonoro e autismo", con S. Nisim e B. De Fontana, in Sensorialità e pensiero. Quaderni di Psicoterapia Infantile, Roma: Borla, 25, pp. 171–90
- "La psicoterapia nell'istituzione", in La cura e la psicoterapia nell'istituzione, atti delle giornate di studio 18-19/10/1991, 1993
- "Funzione paterna e strutturazione del pensiero", in La funzione paterna nello sviluppo dell'Io, a cura di A. Bimbi, Tirrenia (Pisa): Ed. del Cerro, 1993, p. 107
- Dialogo tra uno psicoanalista e un filosofo: sulle categorie dell'esistenza, con Renzo Mulato, Castrovillari: Teda, 1993 ISBN 88-7822-401-4 ISBN 88-7822-409-X
- Sul fantastico. 1: Dall'immaginario all'onirico, Torino: Bollati Boringhieri 1993 ISBN 88-339-0784-8
- Delirio e quotidianità (corso all'Università di Urbino), Castrovillari: Teda, 1994 ISBN 88-7822-115-5
- La visibilità dell'inconscio, Castrovillari: Teda, 1994 ISBN 88-7822-404-9
- Interprestazioni, seminari di S. Resnik e G. Gozzetti,  a cura di Sandro Rodighiero, Castrovillari: Teda, 1994 ISBN 88-7822-116-3
- Espace mental sept leçons à l'universitè, Paris: Éd. Erès, 1994; trad. Flavio Nose e Graziella Morandini, Spazio mentale: sette lezioni alla Sorbona, Torino: Bollati Boringhieri, 1990 ISBN 2-86586-296-8 ISBN 88-339-0569-1
- "Sentire il corpo", in Pensare sentimenti, sentire pensieri, a cura di A. Bimbi, Tirrenia (Pisa): Ed. del Cerro, 1995
- "Pensiero psicotico ed istituzione", in Il vaso di Pandora. Dialoghi in psichiatria e scienze umane, III, 1, 1995, ed. La Redancia, p. 57
- "Il corpo adolescente", in Adolescenza e psicoanalisi, a cura di R. Voltolin, ed. A.A.P., 1995, p. 71
- "Un caso di delirio messianico", in Psicoterapia e scienze umane, Milano: Franco Angeli, anno XXIX, n. 2, 1995, pp. 519–96
- Sul fantastico. 2: Impatti estetici, Torino, Bollati Boringhieri 1996 ISBN 88-339-0929-8
- El fantastico en lo cotidiano, Madrid: J. Yebenes, 1996
- Postfazione a Giovanni Gozzetti, La tristezza vitale: psicopatologia e fenomenologia della melancolia, con prefazione di Eugenio Borgna, Venezia: Marsilio, 1996 ISBN 88-317-6445-4
- "Presentazione del film Il rumore del silenzio", in Atti del primo congresso nazionale di musicoterapia e psichiatria, 1996, p. 49
- "Analisi di un caso in psichiatria: il caso di Stefano", con G. M. Ferlini, in Atti del primo congresso nazionale di musicoterapia e psichiatria, 1996, p. 89
- "Le mani di Schiele", in Il sogno nell'interpretazione, a cura di M. Conci e F. Marchioro, Media 2000 ed., 1996, p. 173 e p. 178
- Dialogo tra uno psicoanalista e un filosofo o della linea curva, Castrovillari: Teda, 1996
- "Experiences mytho-poetiques et psychoanalyse", in La sfinge, ed. Era Nuova, 1997, p. 3
- "Trasmissione e apprendimento", in Quaderni di Psicoterapia di Gruppo, nuova serie, Roma: Borla, n. 1, 1997, pp. 11–32
- Fenomenologia del delirio, a cura di Sandro Rodighiero, Castrovillari: Teda, 1997 ISBN 88-7822-121-X
- Personne et Psychose, Paris: Hublot, 2000
- Temps de Glaciation, Paris: Éd. Eres, 2000; trad. Elena Pasquinelli, Glaciazioni. Viaggio nel mondo della follia, Torino: Bollati Boringhieri, 2001 ISBN 2-86586-446-4 ISBN 88-339-1340-6
- The Theatre of Dream, London: Karnac, 2000; a cura di Mauro Mancia, Il teatro del sogno, Torino: Boringhieri 1982 e Bollati Borighieri 1991 e 2002 ISBN 2-228-22260-7 ISBN 88-339-5338-6 ISBN 88-339-5673-3
- Forme di vita, forme di conoscenza, a cura di Enrico Levis, Torino: Bollati Boringhieri, 2000
- L'avventura estetica: prospettive sull'arte, Milano: Franco Angeli, 2002 ISBN 88-464-3375-0
- Le medicazioni dell'anima e del corpo, in: La cura e il farmaco, a cura di Sandro Rodighiero. Edizioni Universitarie Romane, Roma 2002 ISBN 88-7730-130-9
- Abitare l'assenza: scritti sullo spazio-tempo nelle psicosi e nell'autismo infantile, con presentazione di Anna Maria Nicolò, Milano: Franco Angeli, 2004 ISBN 88-464-5252-6
- "Corpo ed esistenza", in La Psicoanalisi. Intrecci Paesaggi Confini, a cura di Giuseppe Leo e S. Fizzarotti Selvaggi, collana Frenis Zero, Fasano: Schena, 2005
- Culture, fantasme et folie. Rencontre avec Salomon Resnik, Pierre Delion, érès Paris 2005 ISBN 2-7492-0538-7
- Presentazione a Roberto Bichisecchi, Autismo e psicoanalisi: fondamenti e orientamenti terapeutici da Eugen Bleuler a Salomon Resnik, Tirrenia (Pisa): Ed. del Cerro, 2005 ISBN 88-8216-223-0
- Clinica psicoanalitica delle psicosi: seminari padovani, a cura di Sandro Rodighiero, Milano: Franco Angeli, 2005 ISBN 88-464-6610-1
- Biographie de l'Inconscient, Paris: Dunod, 2006; trad. Biografie dell'inconscio, con prefazione di René Kaes, a cura di Roberta Clemenzi Ghisi, Roma: Borla 2007 ISBN 978-88-263-1661-1
- "Bruegel e le sue incisore, i graffi sul sentire...", in La lente di Freud, Milano: Gabriele Mazzotta, 2008
- Prefazione a La materia del Transfert di Sandro Rodighiero, Alpes Italia, Roma 2009 ISBN 9788865310168
- Ferite, cicatrici e memorie: i precursori dello spazio e del tempo (con prefazione di Aldo G. Gargani, a cura di Ludovica Grassi, Roma: Borla, 2009
- "Il significato di trattamento in psicoanalisi con particolare riferimento alla psicosi", in La psicoanalisi e i suoi confini, a cura di Giuseppe Leo, Roma: Astrolabio, 2009
- Feticismo della tecnica, Urbino: Università, 2009
- L'inconscio tra disagio e civiltà. Un percorso veneziano con Salomon Resnik, a cura di Enrico Levis, Venezia: Editrice Cafoscarina, 2010.
- "Sogno(ma forse no)", in “Sogno o son desto?” Senso della realtà e vita onirica nella psicoanalisi odierna, a cura di Graziano De Giorgio, Fausto Petrella, Sisto Vecchio, Milano, Franco Angeli, 2011
- "L'inconscio in Psichiatria" in: "Psicoanalisi in Psichiatria, le vicissitudini dell'inconscio". Sandro Rodighiero e Gaetano Marchese (Edit.) Alpes Italia editore, Roma 2011 ISBN 9788865310755
- "Psicopatologia e anonimato nel campo psichiatrico", in Psicoanalisi e luoghi della negazione, a cura di Ambra Cusin e Giuseppe Leo, Edizioni Frenis Zero, Lecce 2011 ISBN 978-8890371042.
- Lo stile dello psicoanalista, a cura di Gianangelo Palo, Como: NodoLibri, 2012 ISBN 978-88-7185-210-2
- "The meaning of medication in psychoanalysis, with special reference to psychosys" in Psychoanalysis and its Borders, a cura di Giuseppe Leo, Frenis Zero, Lecce 2012 ISBN 9788897479024.
- L'arte del dettaglio. Sulle rocce di Capri, Van Gogh, Pan ed Egon Schiele, La Conchiglia, Capri 2012.
- "L'ascolto in tutti i sensi" in L'ascolto dei sensi e dei luoghi nella relazione terapeutica, a cura di Monica Ferri, Edizioni Frenis Zero, Lecce 2013 ISBN 978-8897479048.
- "Iconologia onirica: pensare per immagini", in Le parole e i sogni a cura di Graziano De Giorgio e Giuseppe Civitarese, Roma, Alpes, 2015.
- Vedo cambiare il tempo. Metafisica del macchinismo e le passioni dell'anima, Mimesis, Milano 2015.
- Esce postumo: Aperture, Lezioni dai Seminari veneziani  a cura di Enrico Levis, Cafoscarina, Venezia 2019  ISBN 978-88-7543-469-4
- Esce postumo: Metafisica del Macchinismo, in Salomon Resnik, di Sandro Rodighiero, Alpes Italia Roma 2024 ISBN 9788865319826